# Monocrotophos
Monocrotophos ist eine ungesättigte chemische Verbindung und ein Insektizid aus der Gruppe der Carbonsäureamide und Phosphorsäureester. Monocrotophos wurde 1965 von Ciba eingeführt.

## Gewinnung und Darstellung
Monocrotophos ist nicht mehr patentgeschützt und wird lizenzfrei von mehreren Firmen produziert.

Synthese von Monocrotophos (Gemisch der cis- und trans-Isomere)

Monocrotophos kann ausgehend von Diketen synthetisiert werden. Durch Addition von Methylamin entsteht zunächst Methylacetoacetamid, welches nach Umsetzung mit Sulfurylchlorid und anschließender Perkow-Reaktion des Produkts mit Trimethylphosphit zu Monocrotophos führt.
Die technische Synthese liefert ein Gemisch aus cis- und trans-Monocrotophos, wobei das cis-Isomer meist überwiegt.

## Eigenschaften
Reines Monocrotophos bildet farblose Kristalle. Technisches Monocrotophos enthält mindestens 75 % der Verbindung  und ist eine rotbraune Mixtur von festen und flüssigen Komponenten mit einem Schmelzpunkt zwischen 25 und 35 °C  und einem milden Estergeruch. Es ist instabil in kurzkettigen Alkoholen und Glycolen. In Wasser hydrolysiert es langsam, bei Temperaturen über 38 °C beginnt es sich zu zersetzen. Die Isomere cis- und trans-Monocrotophos unterscheiden sich nicht nur toxikologisch, sondern auch in ihrer Lagerstabilität.

## Verwendung
Monocrotophos wird als breitbandiges und schnellwirkendes Insektizid (zum Beispiel gegen Lepidoptera, Homoptera, Milben und Coleoptera) verwendet. Es wirkt als Cholinesterase-Hemmer.

## Zulassung
In den USA wurde die Nutzung bei Kartoffeln und Tomaten im Jahr 1985 und generell 1988 verboten. Monocrotophos ist nicht in die Liste der in Europa zugelassenen Pflanzenschutzmittel-Wirkstoffe aufgenommen worden. Es besteht folglich keine Zulassung eines monocrotophoshaltigen Pflanzenschutzmittels in Deutschland und Österreich, auch in der Schweiz ist kein derartiges Produkt zugelassen. Das Europäische Arzneibuch legt als Grenzwert für Monocrotophos-Rückstände in pflanzlichen Drogen 0,1 mg·kg−1 fest.

## Sicherheitshinweise
Monocrotophos ist hochgiftig, vor allem für Vögel (LD50 von 0,9–6,7 mg/kg)  und Bienen.

## Externe Links zu erwähnten Verbindungen
1. ↑  Externe Identifikatoren von bzw. Datenbank-Links zu cis-Monocrotophos:  CAS-Nr.: 919-44-8, EG-Nr.: 213-051-0, ECHA-InfoCard: 100.011.865, PubChem: 5371558, ChemSpider: 4522049, Wikidata: Q27252176.
2. ↑  Externe Identifikatoren von bzw. Datenbank-Links zu (EZ)-Monocrotophos:  CAS-Nr.: 2157-98-4, EG-Nr.: 218-473-9, ECHA-InfoCard: 100.016.795, GESTIS: 510299, PubChem: 23353, Wikidata: Q72204450.